# Дача «Дружба»
 Дача «Дружба» — особняк постройки начала XX века в Мисхоре, построенный для Михаила Францевича Кульчицкого архитектором В. П. Цейдлером. В настоящее время один из корпусов санатория «Морской Прибой».

## Дача «Дружба»
Адвокат и капитан в отставке из Санкт-Петербурга Михаил Францевич Кульчицкий 28 октября 1900 года взял в аренду у владельца Нового Мисхора Павла Петровича Шувалова три дачных участка практически на берегу моря: № 24, № 26 и № 27 площадью, соответственно, 545, 529 и 539 квадратных саженей — всего 1613 квадратных саженей, или, примерно 73,5 сотки. К 1901 году, по проекту, вероятно, знакомого ещё по Нижнему Новгороду (где нотариус Кульчицкий много лет вёл дела местных купцов-миллионеров и пароходовладельцев, нажив очень большое состояние), академика архитектуры Владимира Петровича Цейдлера была построена двухэтажная вилла в неоклассическом стиле. Вокруг дома со временем был выращен красивый сад. На даче написали её название «Дружба», под ним, металлической вязью — «Добро пожаловать», а на калитке была укреплена дощечка с надписью «Посторонним лицам вход строго воспрещён».
1 января 1913 года Кульчицкие передали аренду своих участков Елизавете Андреевне Петрово-Соловово, дочери Андрея Васильевича Пантелеева, жене Бориса Михайловича Петрово — Соловово, фрейлине Двора Её императорского величества. На даче, в основном, жили родители Елизаветы Андреевны, сама же владелица, проживая в Санкт-Петербурге, страховала свою дачу в Новом Мисхоре вплоть до октября 1919 года. В том же году её родители эмигрировали за границу, супруги Петрово-Соловово остались в России. Первый владелец Михаил Францевич Кульчицкий после продажи мисхорской дачи уехал сначала в Нижний Новгород, оттуда в Польшу, скончался в Америке в 1924 году.

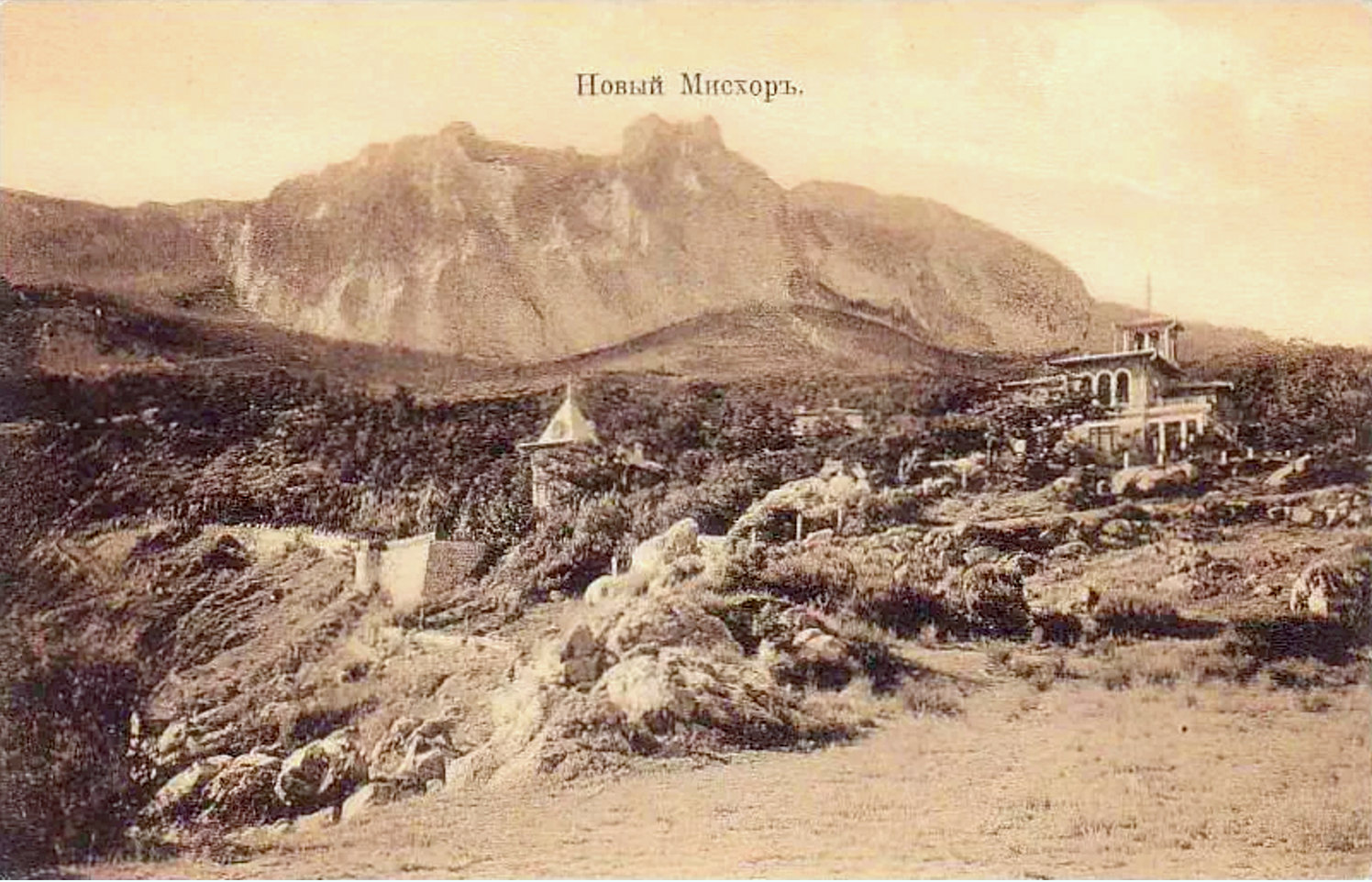
Новый Мисхор, справа дача «Дружба», 1910.

## После революции
После окончательного установления в Крыму советской власти, 16 декабря 1920 года приказом председателя Революционного комитета Крыма были изъяты «из частного владения как разных ведомств, так и частных лиц все имения Южного берега Крыма в районе от Судака до Севастополя включительно» и передавались в ведение специально созданного Управления Южсовхоза. 1 июня 1923 года организуется курпансион «Группа дач Мисхора», в который включили и Дружбу. С октября 1928 года курпансион «Группа дач Мисхора» стал санаторием «Коммунары». С 1984 года бывшая дача в составе созданного санатория «Морской прибой», который до 1990 года находился в ведении 4-го главного управления при Минздраве СССР, «Дружба» становится «Дачей № 15» 4-го главного управления. В 1995 году «Морской прибой», со всеми составляющими, вошёл в состав укрупнённого санаторного комплекса «Дюльбер». В 2018 году «Морской Прибой» перешёл под управление УК «Визант Групп» и стал частью Сети санаториев «Курорты Крыма».